# Psilorhynchus pavimentatus
Psilorhynchus pavimentatus är en fiskart som beskrevs av Conway och Maurice Kottelat 2010. Psilorhynchus pavimentatus ingår i släktet Psilorhynchus och familjen Psilorhynchidae. IUCN kategoriserar arten globalt som otillräckligt studerad. Inga underarter finns listade i Catalogue of Life.